# A 008, operazione Sterminio
A 008, operazione Sterminio è un film del 1965, diretto da Umberto Lenzi. È un film di genere fanta-spionistico in una coproduzione Italia-Egitto con la Coprofilm del Cairo.

## Trama
L'agente segreto 006 deve collaborare con l'agente A 008 per ricercare l'antiradar, una invenzione che fa gola anche alla banda di criminali guidati da Kemp.
In Egitto riescono a individuare e distruggere l'antiradar, quindi devono recarsi in Svizzera, dove rintracciano e salvano l'inventore che ha ancora in mano i progetti originali.
Messo fuori combattimento il nemico Kemp l'agente 006 si rivela essere in realtà un agente russo che si è sostituito al vero agente, ma l'agente A 008 aveva sospettato l'inganno e lo costringe a partire per la Siberia senza i progetti.

## Censura
Per volere della censura vennero eliminate due scene: la sequenza in cui l'attore Alberto Lupo fa scivolare la propria mano lungo la coscia dell'attrice Ingrid Schoeller e questa glielo impedisce, e uno spezzone in cui viene mostrato del sangue dopo la caduta di un uomo in una piscina.

## Accoglienza

### Critica
(Fantafilm)

## Curiosità
In una scena del film, Totò Savio e sua moglie Jacqueline Schweitzer si esibiscono con la loro band; la line-up annoverava Gianni Averardi (futuro fondatore de Il Giardino dei Semplici) alla batteria.